# Tracheite
La tracheite è una qualunque infiammazione della trachea. Essa può essere dovuta a un'infezione batterica o può manifestarsi in presenza di allergeni quali pollini, polveri e acari.
I soggetti più a rischio di tale infezione sono i bambini piccoli di ambo i sessi, probabilmente per via delle ridotte dimensioni delle loro trachee.

## Sintomatologia
Le manifestazioni comuni sono una senso di oppressione e bruciore al torace e dietro allo sterno, stridore acuto, dispnea, stridore inspiratorio, aspetto tossico, febbre alta, difficoltà respiratoria.
Risulta particolarmente importante evitare i luoghi affollati in quanto favoriscono un'accentuazione dei sintomi nonché inibiscono una ripresa delle normali condizioni di salute. Va sottolineato, inoltre, che vanno evitate tutte quelle situazioni che possono porre sotto stress l'apparato respiratorio, quali inalazione di fumo, polveri o agenti inquinanti.

## Terapia
Le terapie devono far riferimento alla causa scatenante, dunque risulta fondamentale distinguere tra tracheite batterica e allergica.
Nel caso di affezione da tracheite allergica è importante l'individuazione dei fattori scatenanti. Qualora la tracheite avesse origine batterica, risulta indispensabile una diagnosi medica per la determinazione della cura che, nella maggior parte dei casi, riguarderà sciroppi per la tosse o decongestionanti tramite aerosol per liberare le vie respiratorie associati a terapia antibiotica.